# چم سارد
《این روستا به دلیل بی توجهی مسؤلین جاده خوبی ندارد و جاده آن خاکی است این روستا امکانات زیادی ندارد》
```
 •چم سارد یکی از روستا های بزرگ ارکوازی• 
```

چم سارد یکی از روستاهای استان ایلام است که در دهستان ارکوازی بخش چوار)((شهرستان ایلام)) واقع شده‌است.